# Leichtathletik-Weltmeisterschaften 2011/200 m der Frauen

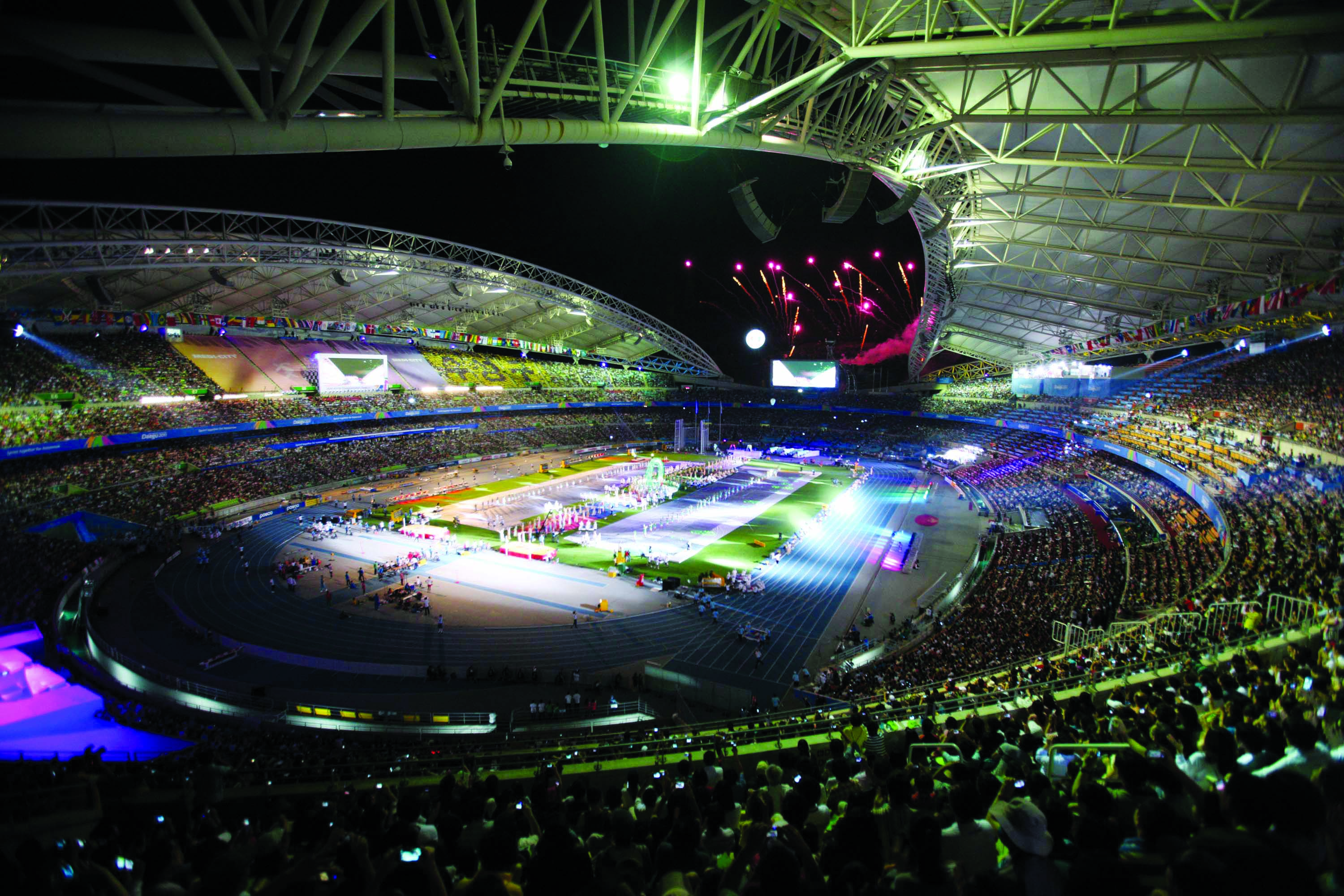
Das Daegu-Stadion im Jahr 2010

Der 200-Meter-Lauf der Frauen bei den Leichtathletik-Weltmeisterschaften 2011 wurde am 1. und 2. September 2011 im Daegu-Stadion der südkoreanischen Stadt Daegu ausgetragen.
In diesem Wettbewerb errangen die US-amerikanischen Sprinterinnen mit Silber und Bronze zwei Medaillen.

Weltmeisterin wurde die zweifache Olympiasiegerin (2004/2008) und zweifache Vizeweltmeisterin (2007/2009) Veronica Campbell-Brown aus Jamaika. Über 100 Meter hatte sie außerdem 2007 WM-Gold, 2005 WM-Silber und 2004 Olympiabronze errungen. Mit der 4-mal-100-Meter-Staffel hatte sie vier weitere Medaillen gewonnen: 2005 und 2007 jeweils WM-Silber, 2000 Olympiasilber, und 2004 Olympiagold. Auch hier in Daegu gab es für sie vier Tage zuvor über 100 Meter mit Silber und am Schlusstag als Mitglied der Sprintstaffel mit Gold zwei weitere Medaillen.

Den zweiten Platz belegte die frisch gebackene 100-Meter-Weltmeisterin Carmelita Jeter, die 2007 und 2009 jeweils WM-Bronze über 100 Meter errungen hatte. Außerdem war sie 2007 Weltmeisterin mit der Sprintstaffel und siegte am Schlusstag auch hier wieder mit ihrer Staffel.

Bronze ging an die dreifache 200-Meter-Weltmeisterin (2005/2007/2009) und zweifache Olympiazweite über 200 Meter (2004/2008) Allyson Felix. Auch sie hatte weitere Staffelerfolge in ihrer Sammlung. Über 4 × 400 Meter war sie zweifache Weltmeisterin (2007/2009) und Olympiasiegerin von 2008, über 4 × 100 Meter hatte sie 2007 Gold gewonnen. Hier in Daegu war sie vier Tage zuvor Zweite im 400-Meter-Einzelfinale geworden und gewann zwei weitere Goldmedaillen mit der 4-mal-100- sowie der 4-mal-400-Meter-Staffel.

## Bestehende Rekorde
| Weltrekord | 21,34 s | Florence Griffith-Joyner | OS Seoul, Südkorea      | 29. September 1988 |
| WM-Rekord  | 21,74 s | Silke Gladisch           | WM 1987 in Rom, Italien | 3. September 1987  |

Auch nach diesen Weltmeisterschaften hatte der bereits seit 1987 bestehende WM-Rekord weiter Bestand.

## Doping
Die Resultate der im Halbfinale ausgeschiedenen Russin Julija Guschtschina wurden nach positiven Dopingbefunden in Nachtests aus dem Jahr 2017 von den Olympischen Spielen 2012 und den Weltmeisterschaften 2011 beginnend mit dem 1. September 2011 bis 31. Dezember 2014 annulliert. Die Athletin wurde außerdem mit einer vierjährigen Sperre bis zum 27. März 2021 belegt.
Benachteiligt war eine Athletin, der die Halbfinalteilnahme verwehrt wurde. Unter Zugrundelegung der hier erzielten Resultate war dies die Schwedin Moa Hjelmer, die sich über die Zeitregel eigentlich für das Halbfinale qualifiziert hatte.

## Vorrunde
Die Vorrunde wurde in fünf Läufen durchgeführt. Die ersten vier Athletinnen pro Lauf – hellblau unterlegt – sowie die darüber hinaus vier zeitschnellsten Läuferinnen – hellgrün unterlegt – qualifizierten sich für das Halbfinale.

### Vorlauf 1
1. September 2011, 10:50 Uhr
Wind: −0,1 m/s
| Platz | Name                 | Nation     | Zeit (s)                            |
| ----- | -------------------- | ---------- | ----------------------------------- |
| 1     | Myriam Soumaré       | Frankreich | 22,71                               |
| 2     | Kerron Stewart       | Jamaika    | 22,83                               |
| 3     | Nivea Smith          | Bahamas    | 23,09                               |
| 4     | Chisato Fukushima    | Japan      | 23,25                               |
| 5     | Jeneba Tarmoh        | USA        | 23,60                               |
| 6     | Chan Seyha           | Kambodscha | 26,34                               |
| DOP   | Julija Guschtschina  | Russland   | 22,88 für das Halbfinale zugelassen |
| DNS   | Ramona van der Vloot | Suriname   |                                     |

### Vorlauf 2

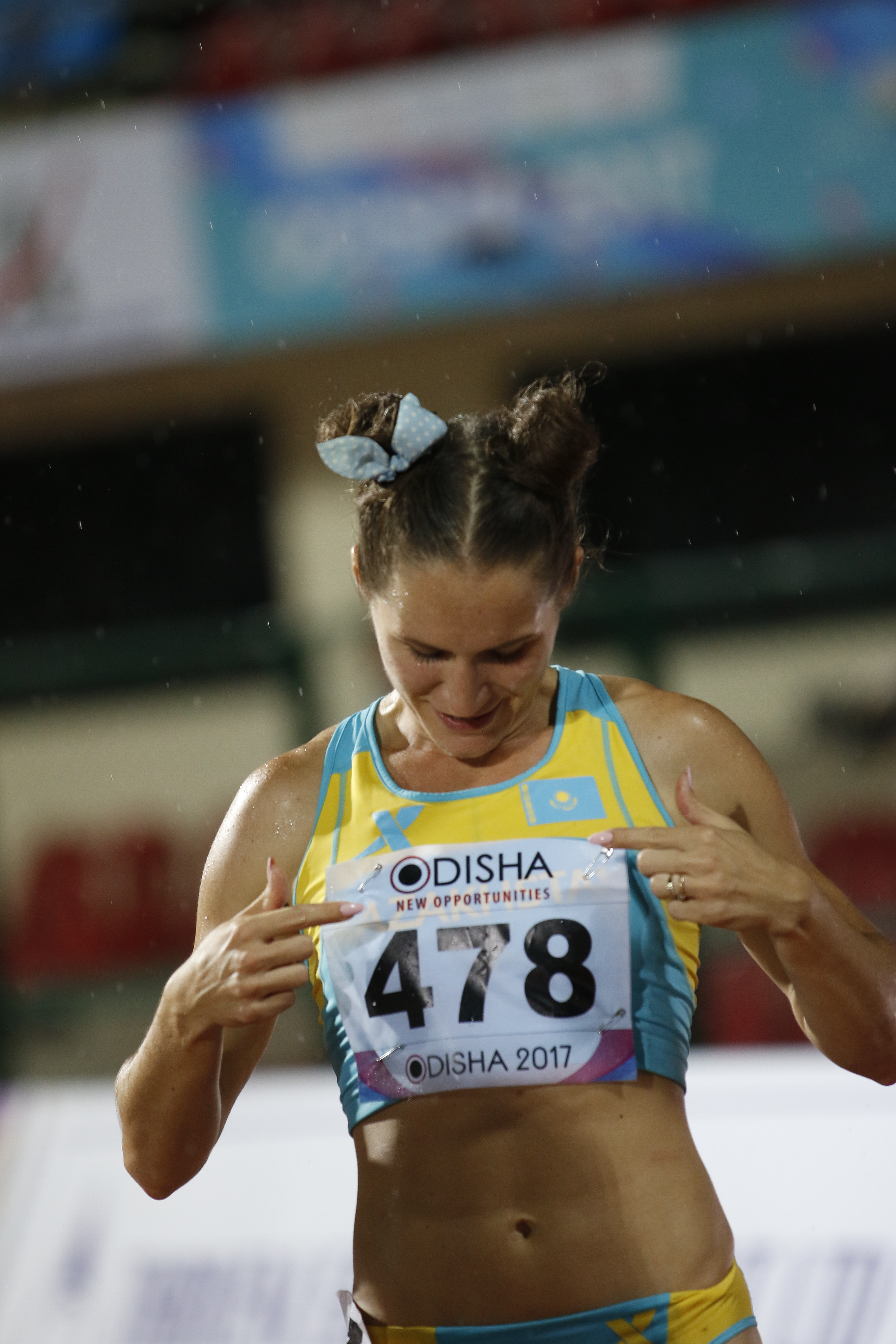
Wiktorija Sjabkina – ausgeschieden als Sechste in 24,09 s

1. September 2011, 10:58 Uhr
Wind: −0,3 m/s
| Platz | Name                | Nation     | Zeit (s) |
| ----- | ------------------- | ---------- | -------- |
| 1     | Carmelita Jeter     | USA        | 22,68    |
| 2     | Sherone Simpson     | Jamaika    | 22,94    |
| 3     | Jelisaweta Sawlinis | Russland   | 23,09    |
| 4     | Jelysaweta Bryshina | Ukraine    | 23,70    |
| 5     | Vanda Gomes         | Brasilien  | 23,70    |
| 6     | Wiktorija Sjabkina  | Kasachstan | 24,09    |
| 7     | Mary Jane Vincent   | Mauritius  | 25,20    |
| DNS   | Blessing Okagbare   | Nigeria    |          |

### Vorlauf 3

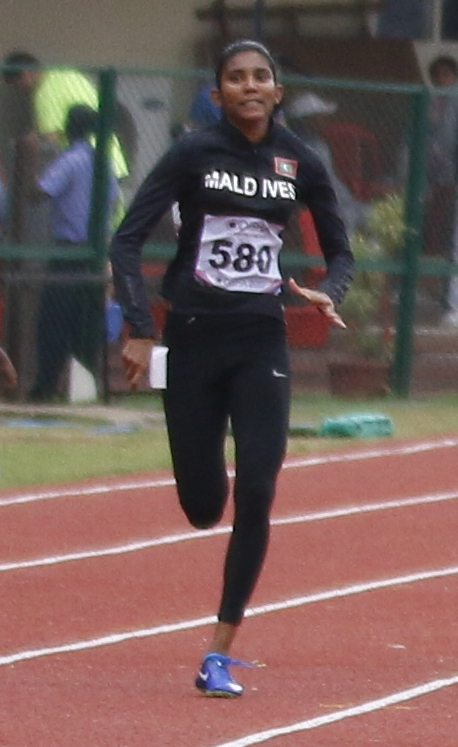
Afa Ismail – ausgeschieden als Achte in 26,48 s

1. September 2011, 11:06 Uhr
Wind: −0,3 m/s
| Platz | Name              | Nation                       | Zeit (s) |
| ----- | ----------------- | ---------------------------- | -------- |
| 1     | Dafne Schippers   | Niederlande                  | 22,69    |
| 2     | Allyson Felix     | USA                          | 22,71    |
| 3     | Ana Cláudia Lemos | Brasilien                    | 22,96    |
| 4     | Janelle Redhead   | Grenada                      | 23,11    |
| 5     | Allison Peter     | Amerikanische Jungferninseln | 23,17    |
| 6     | Endurance Abinuwa | Nigeria                      | 23,53    |
| 7     | Phumlile Ndzinisa | Swasiland                    | 24,15    |
| 8     | Afa Ismail        | Malediven                    | 26,48    |

### Vorlauf 4

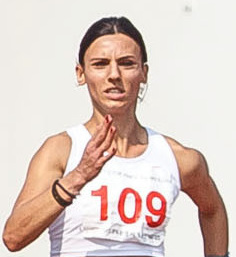
Anna Kiełbasińska – ausgeschieden als Sechste in 23,34 s
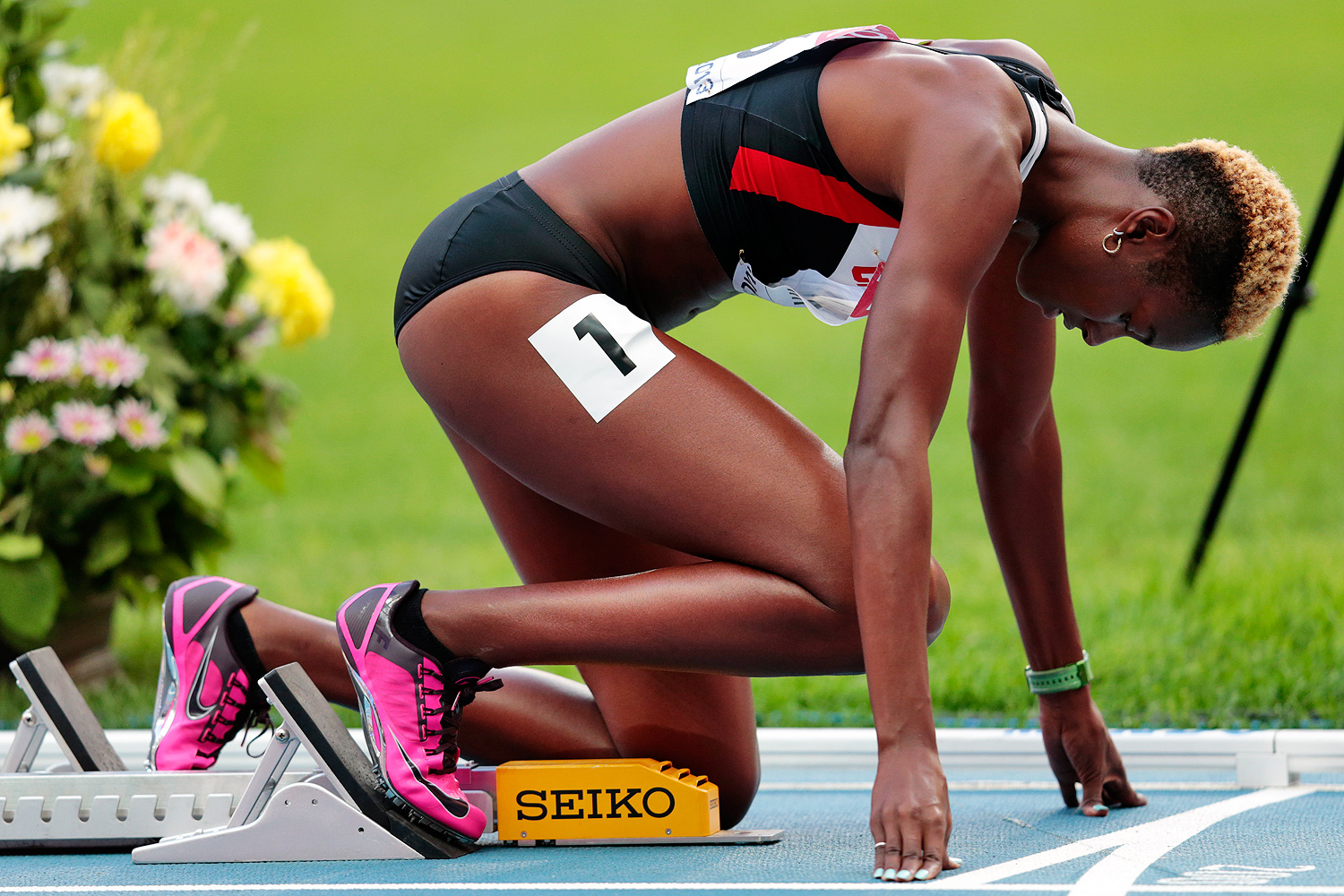
Kimberly Hyacinthe – ausgeschieden als Siebte in 23,83 s

1. September 2011, 11:14 Uhr
Wind: +0,3 m/s
| Platz | Name                         | Nation              | Zeit (s) |
| ----- | ---------------------------- | ------------------- | -------- |
| 1     | Shalonda Solomon             | USA                 | 22,69    |
| 2     | Marija Rjemjen               | Ukraine             | 22,77    |
| 3     | Kai Selvon                   | Trinidad und Tobago | 22,89    |
| 4     | Anthonique Strachan          | Bahamas             | 23,20    |
| 5     | Nelkis Casabona              | Kuba                | 23,21    |
| 6     | Anna Kiełbasińska            | Polen               | 23,34    |
| 7     | Kimberly Hyacinthe           | Kanada              | 23,83    |
| 8     | Hinikissia Albertine Ndikert | Tschad              | 24,81    |

### Vorlauf 5

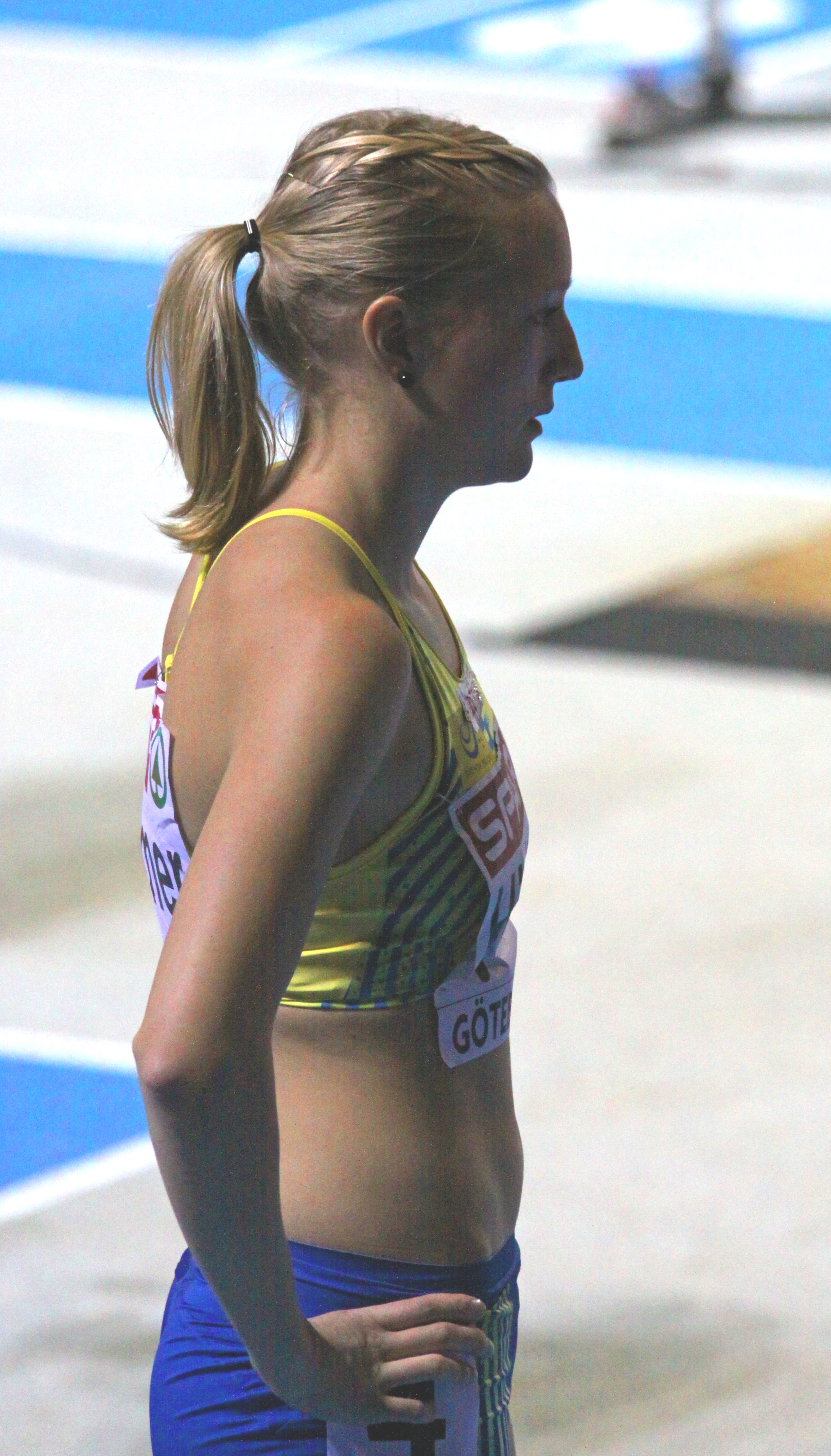
Moa Hjelmer wurde der Halbfinaleinzug durch eine gedopte Läuferin verwehrt
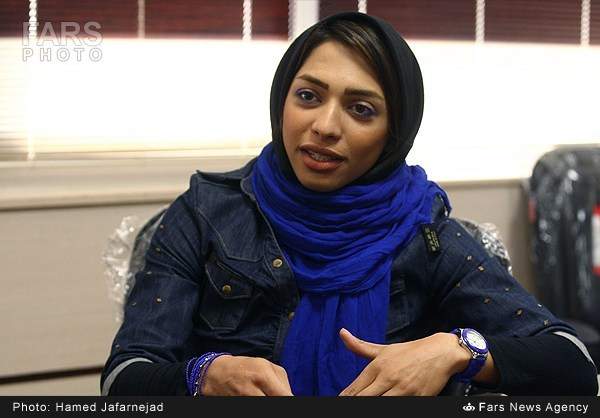
Maryam Toosi – ausgeschieden als Siebte in 24,17 s

1. September 2011, 11:22 Uhr
Wind: −0,2 m/s
| Platz | Name                     | Nation         | Zeit (s)                                         |
| ----- | ------------------------ | -------------- | ------------------------------------------------ |
| 1     | Veronica Campbell-Brown  | Jamaika        | 22,46                                            |
| 2     | Iwet Lalowa              | Bulgarien      | 22,62                                            |
| 3     | Debbie Ferguson-McKenzie | Bahamas        | 22,86                                            |
| 4     | Chrystyna Stuj           | Ukraine        | 22,92                                            |
| 5     | Anyika Onuora            | Großbritannien | 22,93                                            |
| 6     | Moa Hjelmer              | Schweden       | 23,31 eigentlich für das Halbfinale qualifiziert |
| 7     | Maryam Toosi             | Iran           | 24,17                                            |
| 8     | Fanny Shonobi            | Gambia         | 25,55                                            |

## Halbfinale
Aus den drei Halbfinalläufen qualifizierten sich die jeweils ersten beiden Athletinnen – hellblau unterlegt – sowie die darüber hinaus zwei zeitschnellsten Läuferinnen – hellgrün unterlegt – für das Finale.

### Halbfinallauf 1
1. September 2011, 19:25 Uhr
Wind: −0,7 m/s
| Platz | Name              | Nation     | Zeit (s) |
| ----- | ----------------- | ---------- | -------- |
| 1     | Carmelita Jeter   | USA        | 22,47    |
| 2     | Sherone Simpson   | Jamaika    | 22,88    |
| 3     | Marija Rjemjen    | Ukraine    | 22,94    |
| 4     | Ana Cláudia Lemos | Brasilien  | 22,97    |
| 5     | Myriam Soumaré    | Frankreich | 23,02    |
| 6     | Nivea Smith       | Bahamas    | 23,06    |
| 7     | Nelkis Casabona   | Kuba       | 23,32    |
| 8     | Chisato Fukushima | Japan      | 23,52    |

Im ersten Halbfinale ausgeschiedene Sprinterinnen:

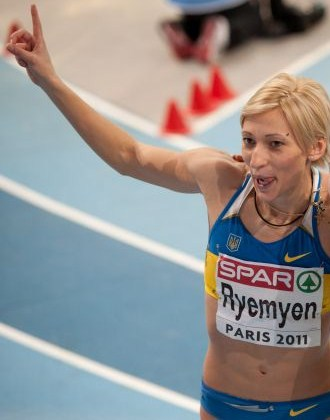
Marija Rjemjen Rang drei in 22,94 s
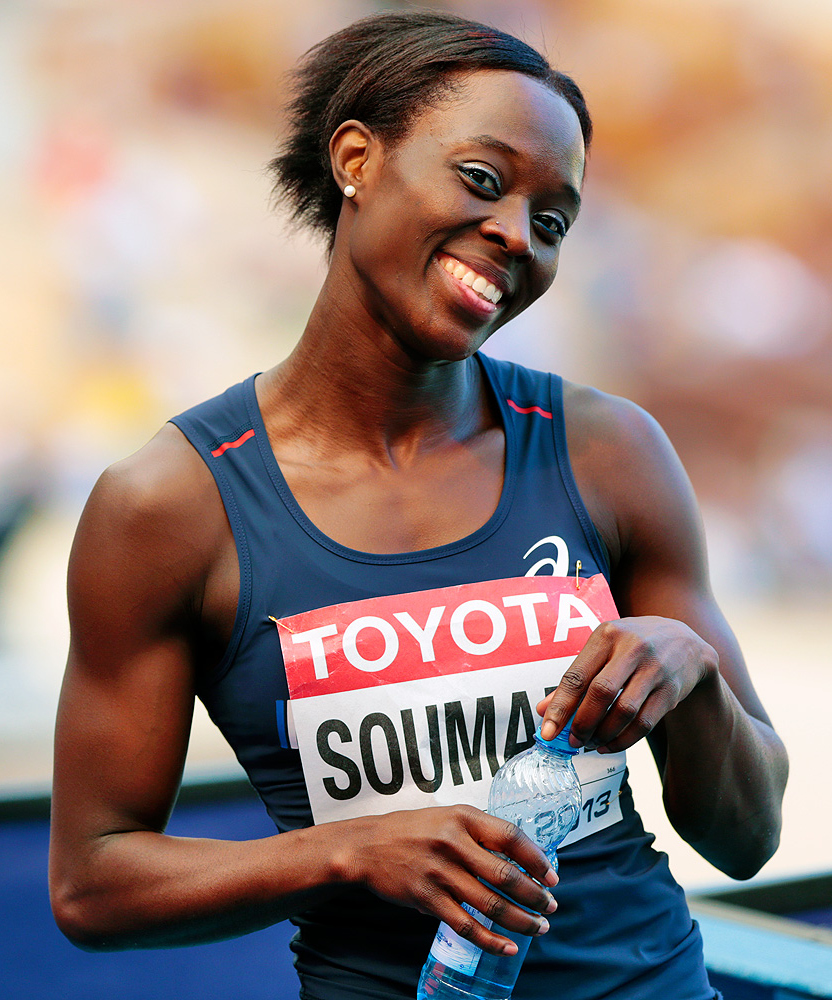
Myriam Soumaré Rang fünf in 23,02 s
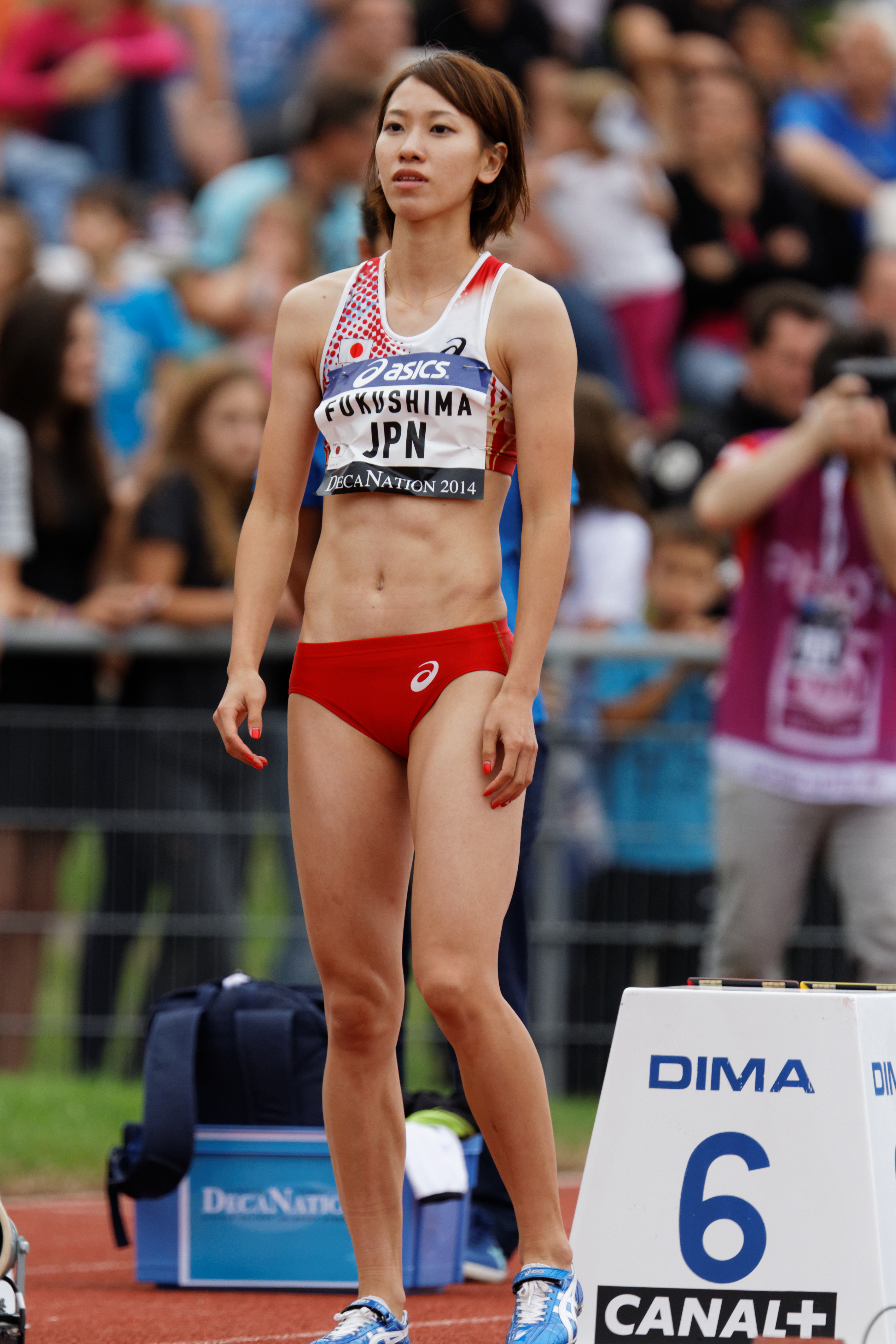
Chisato Fukushima Rang acht in 23,52 s

### Halbfinallauf 2
1. September 2011, 19:33 Uhr
Wind: −0,1 m/s
| Platz | Name                     | Nation                       | Zeit (s) |
| ----- | ------------------------ | ---------------------------- | -------- |
| 1     | Shalonda Solomon         | USA                          | 22,46    |
| 2     | Kerron Stewart           | Jamaika                      | 22,77    |
| 3     | Chrystyna Stuj           | Ukraine                      | 22,79    |
| 4     | Debbie Ferguson-McKenzie | Bahamas                      | 22,85    |
| 5     | Dafne Schippers          | Niederlande                  | 22,92    |
| 6     | Jelisaweta Sawlinis      | Russland                     | 23,04    |
| 7     | Anyika Onuora            | Großbritannien               | 23,08    |
| 8     | Allison Peter            | Amerikanische Jungferninseln | 23,56    |

Im zweiten Halbfinale ausgeschiedene Sprinterinnen:

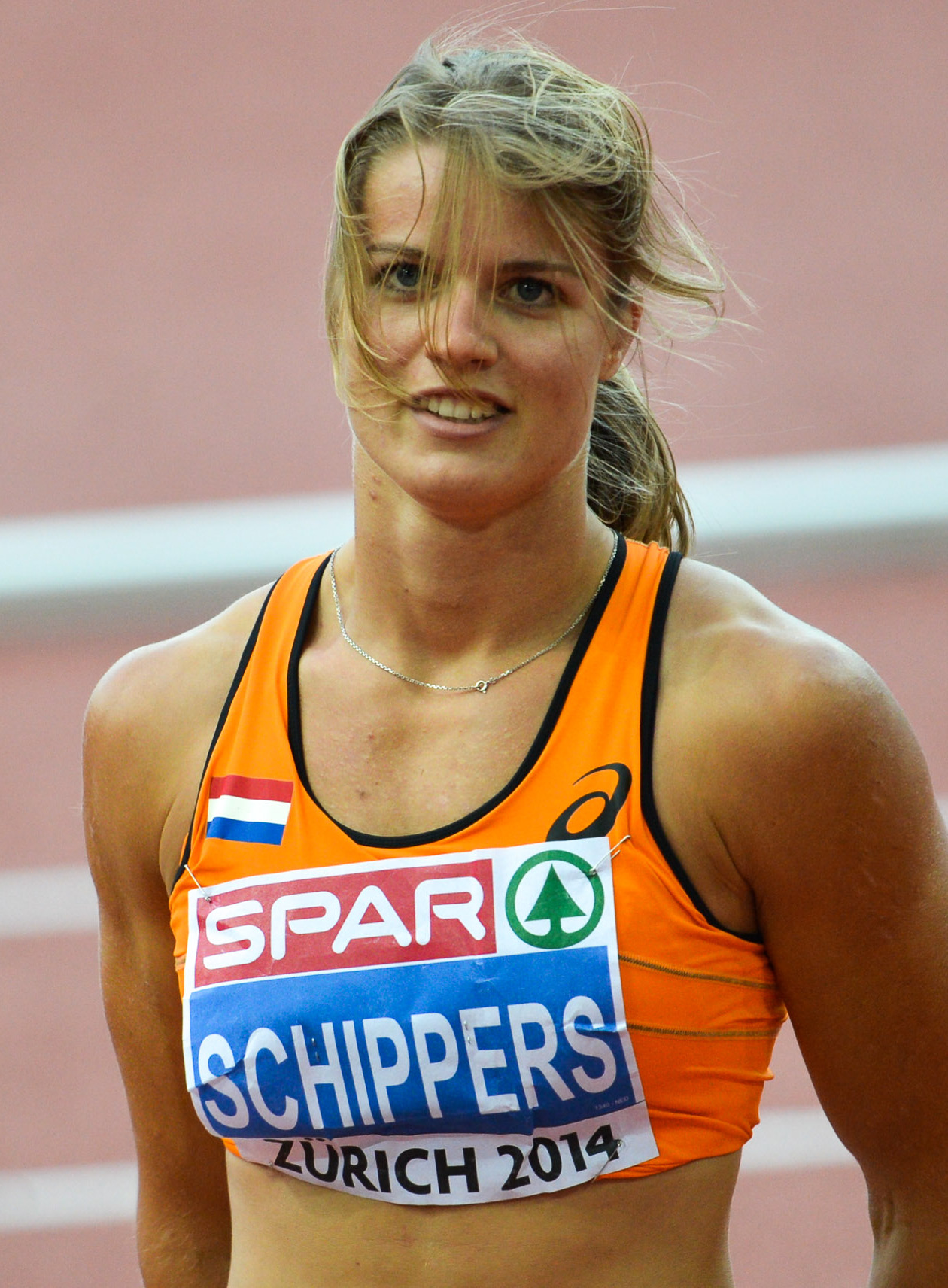
Dafne Schippers, noch nicht in der Form späterer Jahre – Rang fünf in 22,92 s
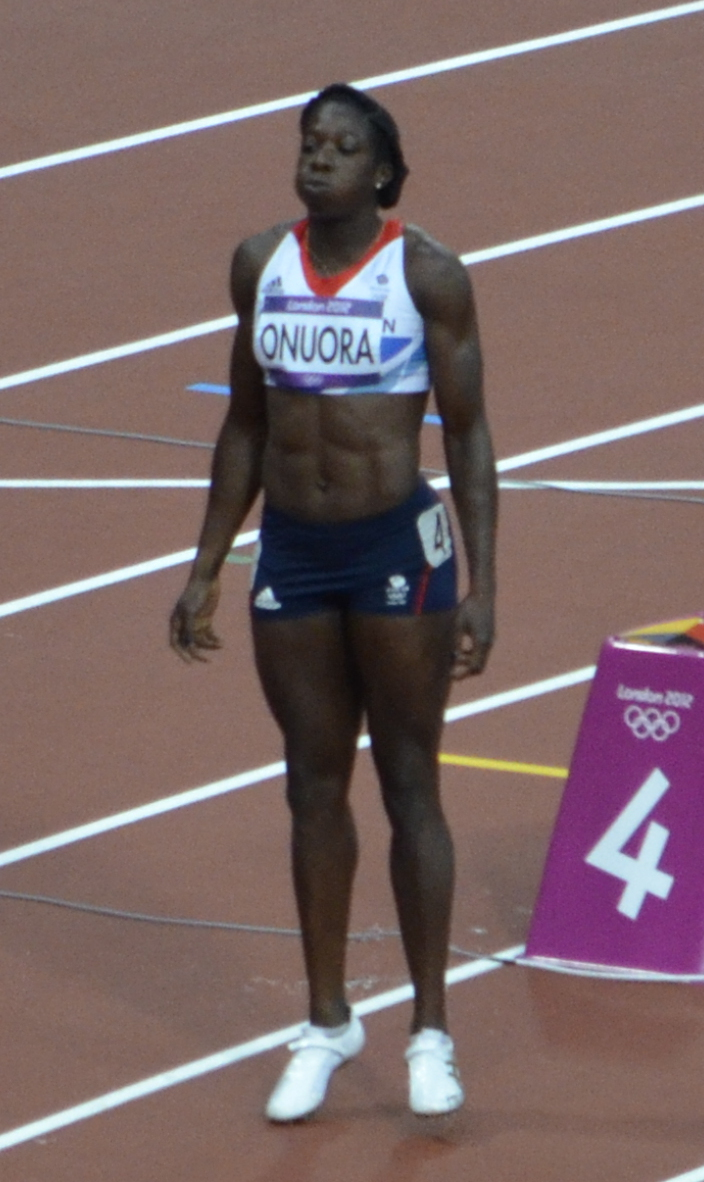
Anyika Onuora Rang sieben in 23,08 s
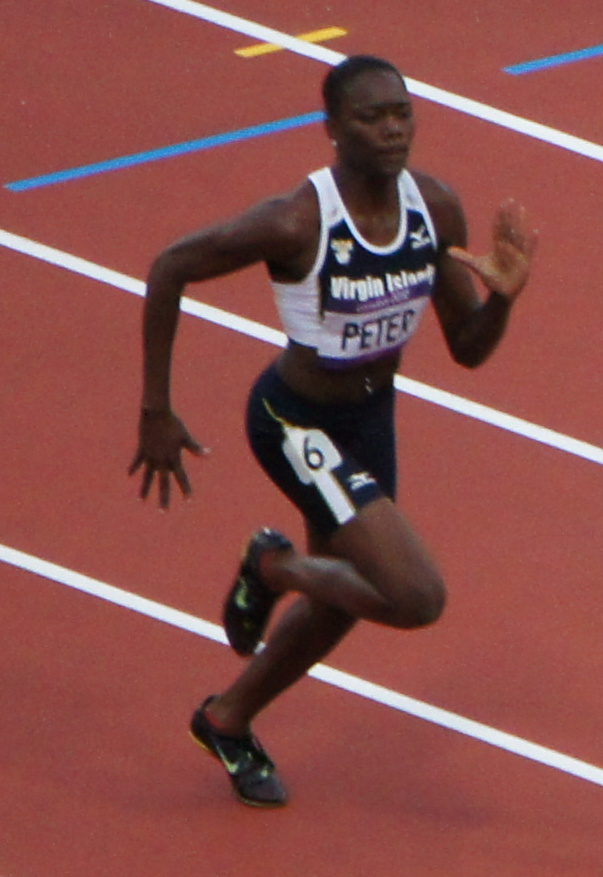
Allison Peter Rang acht in 23,56 s

### Halbfinallauf 3
1. September 2011, 19:41 Uhr
Wind: −1,8 m/s
| Platz | Name                    | Nation              | Zeit (s) |
| ----- | ----------------------- | ------------------- | -------- |
| 1     | Veronica Campbell-Brown | Jamaika             | 22,53    |
| 2     | Allyson Felix           | USA                 | 22,67    |
| 3     | Iwet Lalowa             | Bulgarien           | 23,03    |
| 4     | Kai Selvon              | Trinidad und Tobago | 23,11    |
| 5     | Janelle Redhead         | Grenada             | 23,57    |
| 6     | Anthonique Strachan     | Bahamas             | 23,85    |
| DNF   | Jelysaweta Bryshina     | Ukraine             |          |
| DOP   | Julija Guschtschina     | Russland            | 23,26    |

Im dritten Halbfinale ausgeschiedene Sprinterinnen:

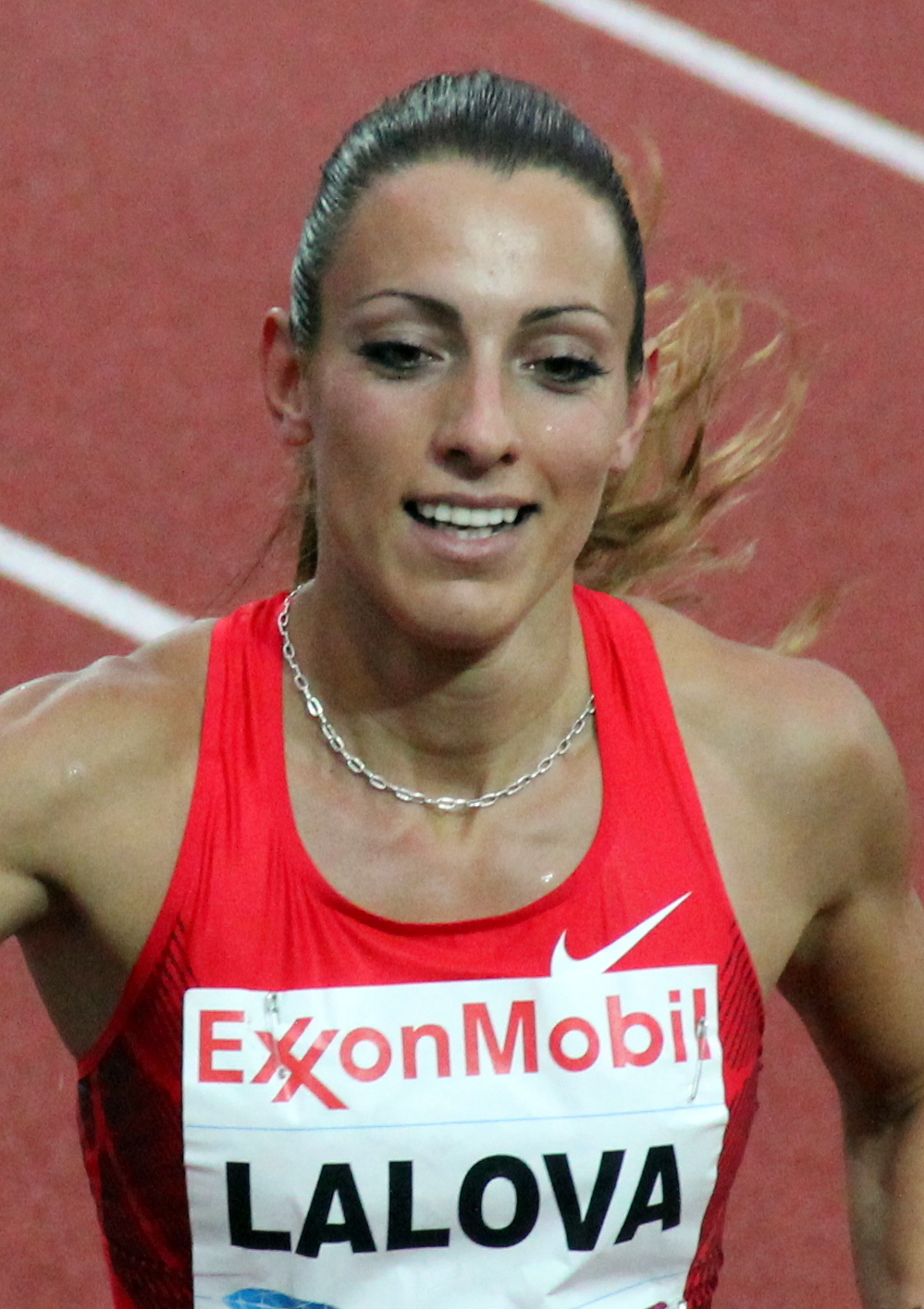
Iwet Lalowa Rang drei in 23,03 s
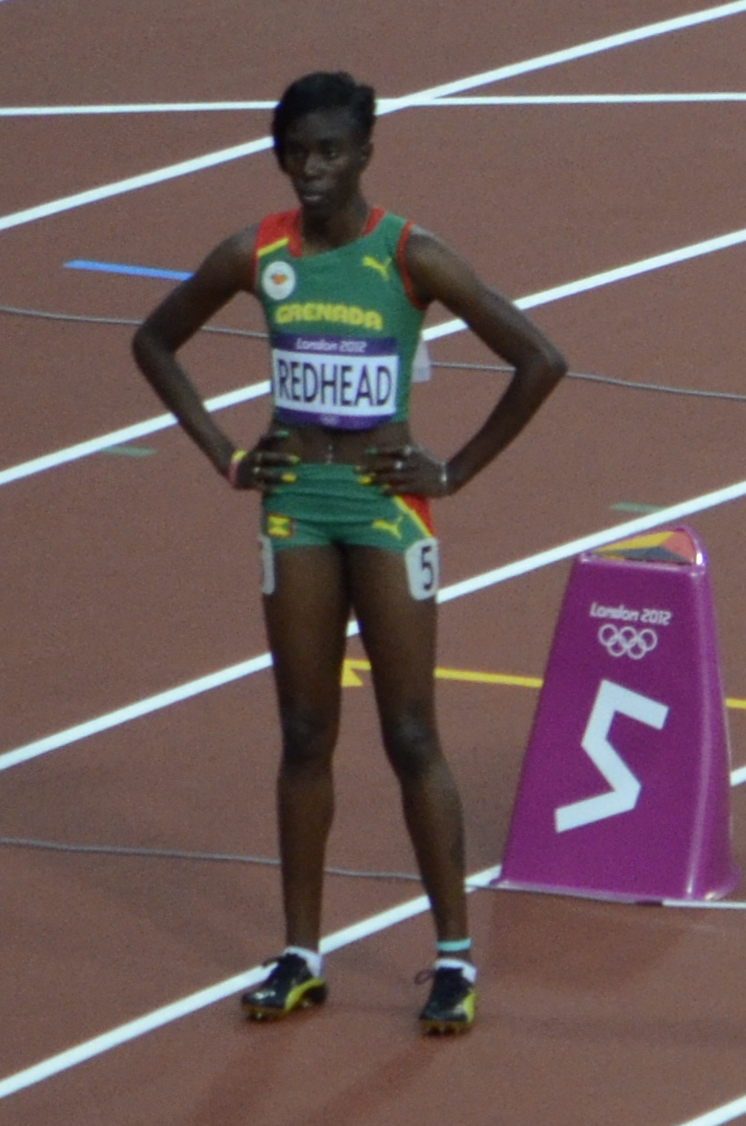
Janelle Redhead Rang fünf in 23,57 s
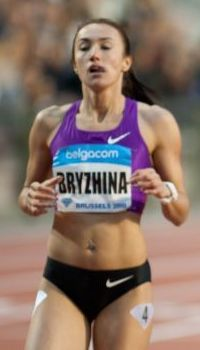
Jelysaweta Bryshina nicht im Ziel
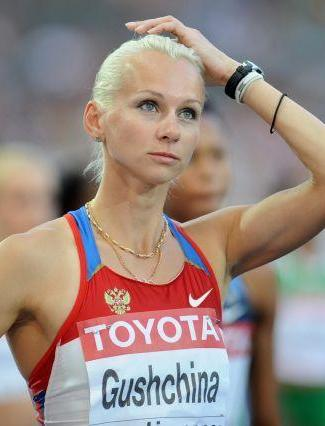
Dopingbetrügerin Julija Guschtschina

## Finale

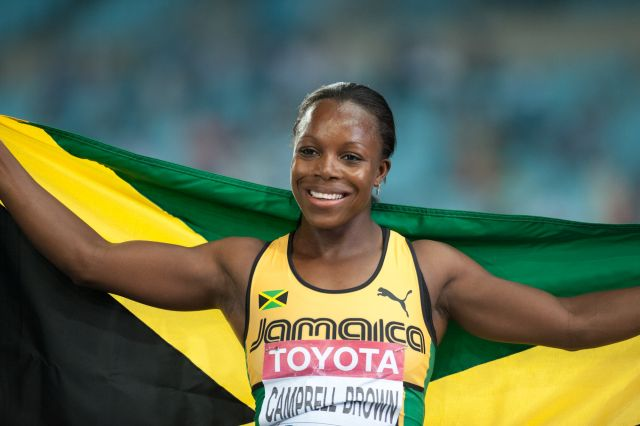
Veronica Campbell-Brown – nach zweimal Olympiagold nun auch WM-Gold über 200 Meter

2. September 2011, 20:55 Uhr
Wind: −1,0 m/s
| Platz | Name                     | Nation  | Zeit (s) |
| ----- | ------------------------ | ------- | -------- |
| 1     | Veronica Campbell-Brown  | Jamaika | 22,22    |
| 2     | Carmelita Jeter          | USA     | 22,27    |
| 3     | Allyson Felix            | USA     | 22,42    |
| 4     | Shalonda Solomon         | USA     | 22,61    |
| 5     | Kerron Stewart           | Jamaika | 22,70    |
| 6     | Debbie Ferguson-McKenzie | Bahamas | 22,96    |
| 7     | Chrystyna Stuj           | Ukraine | 23,02    |
| 8     | Sherone Simpson          | Jamaika | 23,17    |

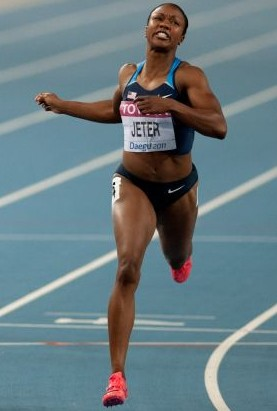
Carmelita Jeter – Weltmeisterin über 100 Meter und Vizeweltmeisterin über 200 Meter
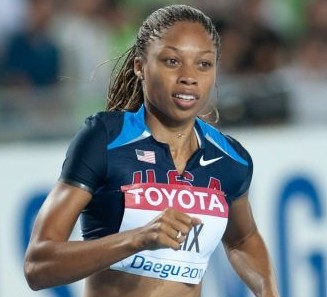
Bronze gab es diesmal für die dreifache 200-Meter-Weltmeisterin Allyson Felix
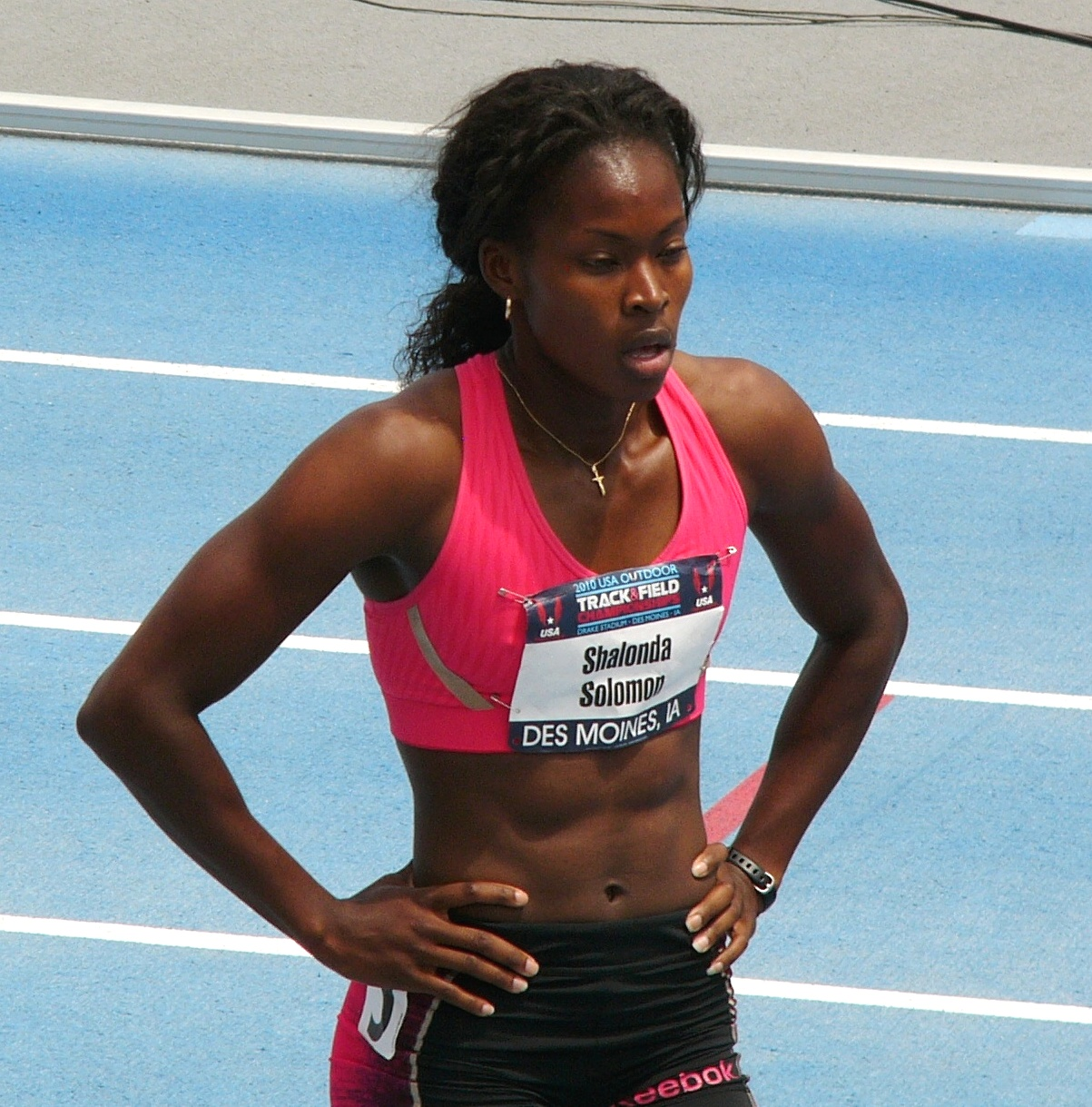
Shalonda Solomon belegte Rang vier

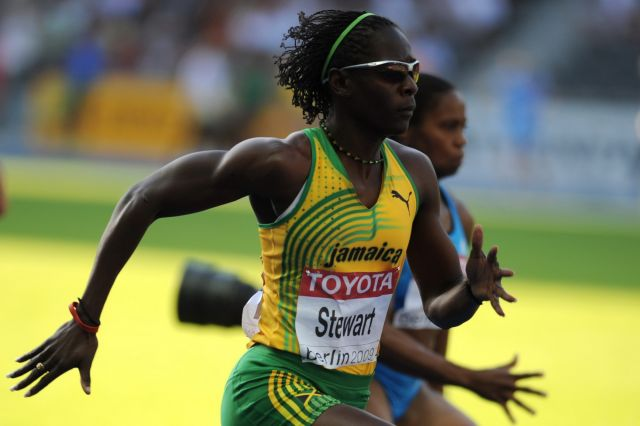
Kerron Stewart kam auf den fünften Platz
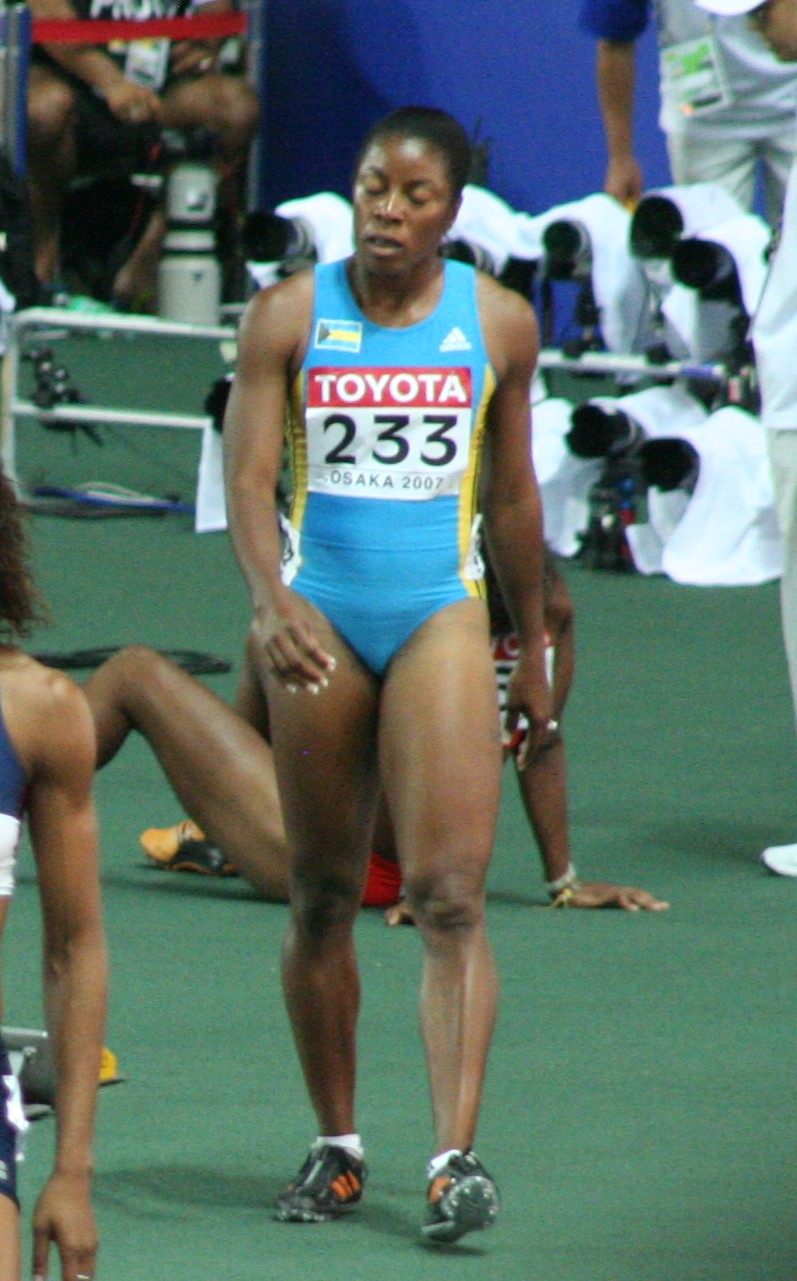
Debbie Ferguson-McKenzie erreichte Platz sechs
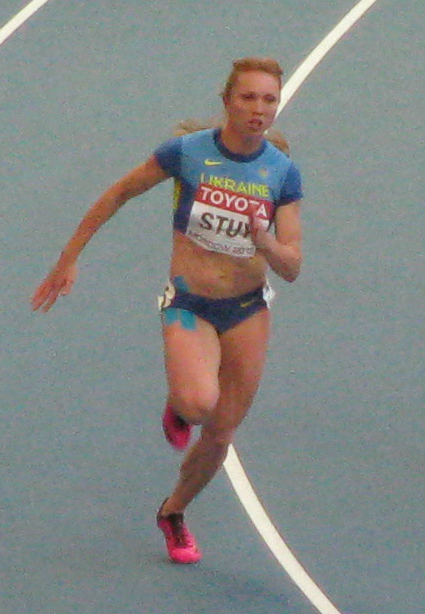
Die siebtplatzierte Chrystyna Stuj
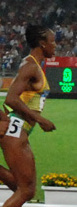
Rang acht für Sherone Simpson

## Video
- Women's 200m Final - WC Daegu 2011, youtube.com, abgerufen am 2. Januar 2021